# Northeast Glacier
Northeast Glacier är en glaciär i Antarktis. Den ligger i Västantarktis. Argentina, Chile och Storbritannien gör anspråk på området. Northeast Glacier ligger 451 meter över havet.
Terrängen runt Northeast Glacier är kuperad åt nordväst, men åt sydost är den bergig. Trakten är glest befolkad. Närmaste befolkade plats är San Martín Station, 9,9 km väster om Northeast Glacier. 